# Missionsschwestern von der Heiligen Familie
Die Missionsschwestern von der Heiligen Familie (lateinisch Congregatio Sororum Missionariarum Sanctae Familiae, polnisch Misjonarki Świętej Rodziny; Ordenskürzel MSR) sind eine  Kongregation bischöflichen Rechts in der römisch-katholischen Kirche. Sie wurde 1905 von der Seligen Bolesława Maria Lament (1862–1946) in Mahiljou, Belarus gegründet. Ihr ursprünglicher Gedanke zur Gründung dieser Ordensgemeinschaft war die Förderung der Einheit mit der orthodoxen Kirche.

## Geschichte
1907 musste die Ordensgemeinschaft Mahiljou aus politischen Gründen verlassen und nach Sankt Petersburg ziehen. Hier unterrichteten sie Kinder und Heranwachsende in Religion. Die ersten Ordensregeln der Missionsschwestern basierten auf der Grundlage der vom  Heiligen Ignatius von Loyola (1491–1556) gegründeten „Gesellschaft Jesu“.

## Politische Wirren
Auf Grund der politischen Gegebenheiten wurden diese Grundregeln in einer verbalen Note durch die Erzbischöfe von Minsk-Mahiljou Apolinary Wnukowski (1908–1909) und Wincenty Kluczynski (1910–1914) genehmigt.
Erst 1914 wurde durch Weihbischof Jan Cieplak (1908–1923) von Minsk-Mahiljou die bischöfliche Approbation in schriftlicher Form erteilt. Diese ging in den Kriegswirren des Ersten Weltkriegs verloren und wurde am 24. Juni 1924 durch Erzbischof Eduard von der Ropp erneuert. Die Tätigkeiten der Ordensgemeinschaft bischöflichen Rechts begrenzten sich zunächst auf das Gebiet der Erzdiözese Minsk und wurde am 27. Oktober 1925 durch Bischof Romuals Jalbrzykowski auch für das Bistum Łomża (Polen) übernommen.

## Aufbau in Polen
Bereits 1922 errichteten die Missionsschwestern ihr erstes Mutterhaus in Polen und begannen mit einem völlig neuen Aufbau. Das erste Kloster, dem ein Wohnheim für Mädchen angeschlossen war, errichteten die Schwestern in Chełmno. Die Schwestern konnten nun ihr Leben öffentlich Gestalten und darstellen. Sie erwarben 1923 ein Haus, in dem die ersten Novizinnen aufgenommen werden sollten. Da die bischöfliche Zustimmung nicht erteilt wurde, nutzte man dieses Haus als Schule, Kindergarten und Ferienheim für Kinder.
Im Jahr 1926 wurde im Kloster Ratowo bei Mogilno das neue Mutterhaus mit Noviziat eröffnet. Seit 1921 bekleidete die Ordensgründerin Mutter Bolesława das Amt der  Ordensoberen, unter ihrer Leitung breitete sich die Ordensgemeinschaft verstärkt in Ostpolen (Bistum Pinsk) aus. Darüber hinaus wurden neue Klöster in Warschau, Tallinn (Estland) und Rom gegründet. In all diesen Klöstern, organisierten die Schwestern berufliche Schulen, Wohnheime, Kindergärten, Kindertagesstätten, Waisenhäuser, Küchen für Arbeitslose, Unterkünfte für wohnungslose Frauen, Pflegeheime und Krankenhäuser. Sie arbeiteten ebenfalls in Krankenhäuser und Pfarrgemeinden.

## Wiederaufbau
Während des Zweiten Weltkriegs wurden von den bisher 33 errichteten Klöstern in Polen 27 zerstört. Gleichzeitig konnten an anderen Orten drei neue Klöster eröffnet werden. In den ersten Nachkriegsjahren erlebten die „Missionsschwestern von der Heiligen Familie“ einen großen Aufschwung. Sie errichteten neue Niederlassungen in Giżycko, Konstantynow, Olsztyn, Hajnówka, Mrągowo, Szczytno, Morąg und Mława. Im Jahr 1946 wurden zwei neue Klöster in Reszel und Orneta gegründet, 1947 gab es zwei weitere in Kętrzyn und Lidzbark. Wieder waren es die politischen Veränderungen, die durch die kommunistische Regierung in Polen eingeleitet wurde, die zur Schließung mehrerer Klöster und Einrichtungen führten.

## Organisation
Am 7. Juli 1967 erhielt die Ordensgemeinschaft von Papst Paul VI. das Decretum laudis. Mit dem Zerfall der kommunistischen Regime in Osteuropa und Russland begann eine erneute Expansion. Die Missionsschwestern haben heute ihren Arbeitsschwerpunkt in der christlichen Erziehung von jungen Menschen. Die Kongregation zählt 338 Mitglieder und hat ihr Generalhaus mit Mutterhaus in Komorów bei Gubin, das Noviziat hat seinen Sitz in Chełmno. Sie verwalteten 44 Einrichtungen und haben in Belarus, Italien, Litauen, Russland, Kenia, Tansania, Sambia und den Vereinigten Staaten Niederlassungen.